# Ninjago
Ninjago (bis 2019 Ninjago: Meister des Spinjitzu) ist eine kanadisch-dänische Animationsserie, die von 2011 bis 2022 ausgestrahlt wurde. Mit 210 Episoden, 15 Staffeln und mehreren Specials ist sie die am längsten laufende LEGO-Serie. Sie wurde von ihrem Nachfolger Ninjago: Aufstieg der Drachen abgelöst.

## Handlung
Im Mittelpunkt der Serie, die auf der gleichnamigen Lego-Spielzeug-Serie basiert, stehen die Abenteuer der sechs Ninjas, der Meister des Spinjitzu, Kai, Jay, Zane, Cole, Nya und Lloyd, welche allesamt Nachfahren von vorherigen Elementarmeistern sind. Sie ist mit über 200 Episoden die am längsten laufende Lego-Serie. Die Handlung spielt in der fiktiven Welt von Ninjago, einem von chinesischen und japanischen Mythen und Kultur inspirierten Ort. Die Welt besteht aus dem Land Ninjago mit der Stadt Ninjago City, Meister Chens Insel und der Dunklen Insel, wo sich das Ultraböse befindet. Ninjago ist nur eine der 17 Welten. Andere Beispiele sind die Verfluchte Welt, das Wolkenkönigreich, die Unterwelt und das Niemandsland.
Ähnlich wie bei der Lego-Produktlinie Bionicle stehen die Hauptfiguren im Einklang mit bestimmten elementaren Eigenschaften (die Elemente sind in diesem Fall Energie, Feuer, Eis, Blitz, Erde und Wasser).

„Lange bevor die Zeit einen Namen hatte, existierte die Welt der Oni und der Drachen… Die Drachen besaßen die Macht, Dinge zu erschaffen. Die Oni besaßen die Macht, Dinge zu zerstören. Der Krieg zwischen ihnen nahm kein Ende. Doch ein Kind wurde geboren, ein Kind beider Welten. Das Kind erkannte den Sinn der Mächte. Ohne die eine, konnte man die andere nicht haben. Doch als die Oni und Drachen um das Kind kämpften und es sich entscheiden sollte, verließ das Kind ihre Welt, um eine neue zu erschaffen. Sie heißt Ninjago.“

### Staffeln
- Das Jahr der Schlangen (Staffel 1, Originaltitel: Rise of the Snakes) handelt von der Mission der Schlangen, den großen Schlangenmeister freizulassen und der Suche nach dem legendären grünen Ninja, der sich als Lloyd herausstellt.
- Das Vermächtnis des Grünen Ninjas (Staffel 2, Originaltitel: Legacy of the Green Ninja) handelt von dem Kampf und der Vorbereitung auf den Kampf zwischen Lloyd und Garmadon und somit auch zwischen Gut und Böse.
- Ein Neustart (Staffel 3, Originaltitel: Rebooted) handelt von der Rückkehr des Ultrabösen, das in der vorherigen Staffel von Garmadon Besitz ergriffen hat und von Lloyd besiegt wurde. Es schafft es als Virus in das neue digitale Stadtsystem einzudringen und hat das Ziel Lloyds goldene Energie zu stehlen und zum Goldenen Meister zu werden.
- Wettkampf der Elemente (Staffel 4, Originaltitel: Tournament of Elements) handelt von dem bösen Meister Chen, der die Ninja und andere Elementarmeister auf seine Insel locken will, um ihre Elementarkräfte zu stehlen, sich und seine Arbeiter somit in Anacondrai zu verwandeln und Ninjago zu erobern.
- Morro (Staffel 5, Originaltitel: Possession) handelt vom bösen Geist Morro, der einst durch Meister Wu glaubte, er könnte der Grüne Ninja werden. Als er es nicht wurde, lief er davon, starb auf der Suche nach der Grabstätte des Ersten Spinjitzu-Meisters und wurde somit zum Geist. Er entkommt aus der Verfluchten Welt nach Ninjago und will ihre Verkörperung, das Urböse, ebenfalls dorthin bringen, um Ninjago zu erobern.
- Luftpiraten (Staffel 6, Originaltitel: Skybound) handelt vom bösen Flaschengeist, der aus der Teekanne der Verbannung entkommt und zu Dschinnjago, seiner Heimat, zurückkehren will. Dieses zerfällt aber aufgrund der Zerstörung der verfluchten Welt, welche durch die Ninja erfolgte, weswegen er sich an ihnen rächen und ein neues Dschinnjago aus Ninjago City aufbauen will.
- Meister der Zeit (Staffel 7, Originaltitel: The Hands of Time) handelt von den bösen Zwillingen Krux und Acronix, die sich einst gegen die anderen Elementarmeister wendeten, woraufhin die Elementarkräfte der Zwillinge auf vier Zeitklingen übertragen wurden. 40 Jahre später wollen sie sich schließlich rächen.
- Garmadons Motorrad-Gang (Staffel 8, Originaltitel: Sons of Garmadon) handelt von Harumi, der Jadeprinzessin, die Garmadon in seiner bösen Form zurück nach Ninjago holen will und dies mithilfe der Oni-Masken meistert. Daraufhin erobert er Ninjago und Cole, Zane, Kai und Jay sind in einer gefährlichen Situation gezwungen, mit dem Tee der Reisenden in das Reich der Oni und Drachen (die erste Welt) zu reisen.
- Im Land der Drachen (Staffel 9, Originaltitel: Hunted) handelt von Garmadons scheiternder Übernahme von Ninjago und Cole, Jay, Zane und Kai, die von der ersten Welt zurück nach Ninjago kommen wollen.
- Rückkehr der Oni (Staffel 10, Originaltitel: March of the Oni) handelt von den Oni und ihrer Mission die 17 Welten zu erobern, wobei die Ninja sie aufhalten.
- Verbotenes Spinjitzu (Staffel 11, Originaltitel: Secrets of the Forbidden Spinjitzu) handelt von der bösen Schlangenzauberin Aspheera, die einst von Wu Spinjitzu lernte, aber nur unter der Bedingung es niemals für das Böse einzusetzen. Als sie ihr Versprechen bricht, halten Wu und Garmadon sie auf, woraufhin sie Rache an Wu nehmen will. Nachdem sie Wu findet, will sie ihn in das Niemandsland verbannen, trifft aber versehentlich Zane. Dieser hält dabei eine Schriftrolle des verbotenen Spinjitzu in der Hand, die von ihm Besitz ergreift, woraufhin die Ninja Zane zurückholen wollen.
- Abenteuer in neuen Welten (Staffel 12, Originaltitel: Prime Empire) handelt von der KI Unagami (Unvollendetes Abenteuergame I), die frustriert ist, da sein Schaffer, Milton Mayer, ihn einst abschaltete, woraufhin Unagami eine Erklärung haben will und in die reale Welt übertritt.
- Abenteuer in neuen Welten (Staffel 13, Originaltitel: Master of the Mountain) handelt vom bösen Totenkopfzauberer, der unter der Erde Geckels und Munks gefangen hält, um für ihn Tiefenstein abzubauen. Als die Ninja dies bemerken, versuchen sie die beiden Wesen zu befreien.
- Geheimnis der Tiefe (Special, Originaltitel: The Island) handelt von den Hütern des Amuletts, die das Sturmamulett bewachen und Misako, Wu, Dennis und Kevin Kiesel gefangen nehmen, als sie denken, dass die drei das Amulett stehlen wollen.
- Geheimnis der Tiefe (Staffel 14, Originaltitel: Seabound) handelt von Kalmaar, der seinen Vater tötet, da dieser sich weigert die Oberwelt zu erobern. Kalmaar ist allerdings der Meinung, die Merlopianer sollten die Oberwelt regieren und greift sie mithilfe vom Sturmgeist Wojira an.
- Die Rückkehr (Staffel 15, Originaltitel: Crystalized) handelt vom Ultrabösen, das mithilfe von Harumi unter dem neuen Namen Diamant-König zurückgekehrt ist. Er arrangiert weitere Feinde der Ninja (Mr. E, Pythor, Aspheera, Vangelis und den Mechaniker) und ernennt sie zum Rat des Diamant-Königs. Mit ihnen will er erneut versuchen, Ninjago zu erobern.

## Synchronisation
Die deutschsprachige Synchronfassung der Staffeln 1–11 entstand bei der SDI Media Germany in Berlin nach Dialogbüchern von Kim Hasper für die Staffeln 1–3, Sven Plate für die Staffeln 4–6 und Christian Zeiger für die Staffeln 7–11. Ebenso waren Caroline Fuhr und Kati Schäfer jeweils für Bücher der siebten und achten Staffel verantwortlich. Die Dialogregie der ersten beiden Staffeln leitete ebenfalls Hasper, während die Regie der dritten Staffel Hannes Maurer übernahm; die Dialogregie der Staffeln 4–6 und 7–11 führten jeweils Plate und Zeiger. Die Synchronfassung der Staffeln 12–15 entstand beim CSC-Studio in Hamburg nach Dialogbüchern von Nicola Karnick; die Dialogregie dieser Staffeln übernahm Martin Sabel. Im Laufe der Serie wurden mehrere Sprecher aus verschiedenen Gründen um- bzw. neubesetzt. Die am längsten amtierenden Sprecher sind Zeiger sowie Magdalena Turba und Klaus-Dieter Klebsch. Vor allem in der englischen Fassung werden für verschiedene Figuren oft dieselben Sprecher zum Einsatz gebracht. Oft werden die Schreie und Kampfgeräusche verschiedener Charaktere nicht für die deutsche Version reinsynchronisiert, es wird stattdessen einfach die englische Synchronisation genutzt.
| Rolle                     | Originalsprecher                               | Deutsche Sprecher |
| ------------------------- | ---------------------------------------------- | --- |
| Lloyd Montgomery Garmadon | Jillian Michaels, Sam Vincent a                | Christian Zeiger |
| Kai                       | Vincent Tong                                   | Wanja Gerick, Jörn Linnenbröker b                                                                                         |
| Cole                      | Kirby Morrow, Andrew Francis c                 | Marcel Collé, Dirk Stollberg d, Dirk Petrick e                                                                            |
| Jay                       | Michael Adamthwaite                            | Tobias Nath, Julien Haggège f, Sebastian Kluckert a                                                                       |
| Zane                      | Brent Miller                                   | Robin Kahnmeyer, Timo Kinzel b, Toni Michael Sattler c                                                                    |
| Nya                       | Kelly Metzger                                  | Magdalena Turba Maria Koschny g                                                                                           |
| P.I.X.A.L.                | Jennifer Hayward                               | Claudia Gáldy, Marieke Oeffinger b                                                                                        |
| Wu                        | Paul Dobson, Caleb Skeris h Madyx Whiteway i j | Eberhard Prüter, Hasso Zorn k Reinhard Scheunemann l, Anni C. Salander h, Jaro Haggège i, Marco Eßer m, Luisa Wietzorek j |
| Garmadon                  | Mark Oliver, Kai Emett i, Dean Petriw j        | Klaus-Dieter Klebsch, Tom Raczko n, Felix Ebert i, Derya Akyol j                                                          |

## Nachfolger
Auf der San Diego Comic Con wurde 2022 eine Nachfolger-Serie angekündigt. Ab April 2023 erschienen daraufhin einige Teaser-Trailer und es wurde auf der Webseite von Lego bekanntgegeben, wann die Serie erscheint. Sie hatte am 1. Juni 2023 ihre Premiere auf Netflix. Die deutschsprachige Premiere war einen Tag darauf, am 2. Juni 2023 auf der Webseite von Toggo.

## Weiteres

### Filme

#### The LEGO Ninjago Movie
Am 21. September 2017 kam die Adaption The LEGO Ninjago Movie in die Kinos, welche jedoch nur mittelmäßige Kritiken erhielt. Ihre Handlung weicht allerdings von der allgemeinen Serie ab und kann somit eher als Spin-off, als eine Fortsetzung oder als ein Zusatz der Serie betrachtet werden. In der 8. Staffel werden die Charakter der Ninjas ein wenig umgestaltet, so dass sie dem Film Lego Ninjago Movie entsprechen.

#### Live-Action-Film
Am 31. Oktober 2024 wurde vom Online-Portal Deadline bekanntgegeben, dass die Hageman-Brüder, die bereits die Staffeln 1–9 schrieben, für einen Live-Action-Film in Kooperation von Universal Pictures beauftragt wurden.

### Hörspiele
Auf Spotify sind alle Folgen und eigene Bänder, ähnlich wie Kurzfilme als Hörspiel verfügbar.